# Christmas Wish
「Christmas Wish」（クリスマス・ウィッシュ）は、安室奈美恵の楽曲。2016年にセブン-イレブンにより発売された、対象のクリスマスケーキ購入者対象にプレゼントされるミュージックカードに収録されている。楽曲は1年後の2017年11月8日リリースのオールタイム・ベストアルバム『Finally』において、初のフィジカル化(CD・パッケージ)された。

## 解説
- 当楽曲はコンビニエンスストアの大手であるセブン-イレブンと安室奈美恵のコラボレーション企画「Magical Christmas」によるもの。
- このキャンペーンは、セブン-イレブンで対象のケーキを予約すると当曲のノーカットフルバージョンがダウンロードできるオリジナルミュージックカードがプレゼントされるという内容であった[1]。

また、ガトー・フレーズ4号、ガトー・フレーズ5号、ガトー・フレーズ6号、クリスマスかまくら 〜苺のツリー〜、いちごのプリンセスショートケーキ4号の購入者は、楽曲のミュージックカードに加え 非売品ポスターもプレゼントされる。なお、ミュージックカードのダウンロード期間は、2016年12月20日〜2017年1月31日までの期間限定であった為、CDによる音源化がなかったが、上述の通り、ベストアルバム『Finally』にて初のCD音源化となった。
- 本作に先駆けて、コンサートツアー『namie amuro LIVE STYLE 2016-2017』にていち早く初披露された。
- 1年後の2017年には、「Magical Christmas～マジカルメリーゴーランド篇～」が11月より全国でオンエアされた。これは、同年9月に、翌2018年9月をもって歌手活動を引退を表明。これが最後のタイアップとなり、同曲の世界観をイメージしたケーキの販売などが実施される。また、対象のケーキ購入者には特典として楽曲のVRミュージックビデオがダウンロードできるシリアルコードおよび特製ビューアーがプレゼントされる。VRミュージックビデオに使用されるのはテレビCMとは異なる映像で、大勢のダンサーや楽団、エキストラがパフォーマンスを繰り広げる中で歌い上げる様子が映し出される。なお自身がVR映像に挑戦するのは、今回が初めてとなる。

## チャート成績
- 本作は、CD化および配信サイトでの配信がないにもかかわらず、USENリクエスト J-POP HOT30 2016年12月21日付で週間ランキング 1位を獲得した[2]。

有線放送ランキングはCDなどの発売前に1位を獲得すること自体珍しく、CDシングルおよびダウンロード販売の“予定すらない”楽曲での1位獲得は極めて異例な事例となった。
- また、同チャートで1年後の2017年12月13日付で再び1位を獲得した。

## 収録曲
1. Christmas Wish [3:58]
作詞：Niclas Lundin, Maria Marcus, Emyli
作曲：Niclas Lundin, Maria Marcus
編曲 : Maria Marcus, Niclas Lundin, Cobra Endo, ats-
(music produced by Cobra Endo)
(all instruments：ats-)

## タイアップ
| 楽曲           | タイアップ                                                | 起用年 |
| -------------- | --------------------------------------------------------- | ------ |
| Christmas Wish | セブンイレブン「Magical Christmas」〜ディザー編〜         | 2016年 |
| Christmas Wish | セブンイレブン「Magical Christmas」〜クリスマスの魔法編〜 | 2016年 |
| Christmas Wish | セブンイレブン「Magical Christmas」〜メリーゴーランド篇〜 | 2017年 |
| Christmas Wish | セブンイレブン「Magical Christmas 2018」                  | 2018年 |